# Gao Wenhe
Gao Wenhe (chiń. 高文和; ur. 8 kwietnia 1961) – chiński zapaśnik w stylu wolnym. Olimpijczyk z Los Angeles 1984, gdzie zajął czwarte miejsce w kategorii 48 kg.
Zajął szóste miejsce na mistrzostwach świata w 1981 i dwunaste w 1982. Srebro na igrzyskach azjatyckich w 1986, piąty w 1982.